# War & Peace
War & Peace ist die in Los Angeles, Kalifornien, ansässige Band des Ex-Dokken-Bassisten Jeff Pilson. Sie wurde 1989 unter dem Namen Flesh & Blood gegründet und durchlebte häufige Besetzungswechsel, sodass Multiinstrumentalist Pilson bei Albumeinspielungen manchmal die Instrumente wechselte beziehungsweise mehrere Instrumente bediente.

## Geschichte
Nach der Auflösung von Dokken Anfang des Jahres 1989 (der Band, der er sechs Jahre angehört und deren Erfolgswelle er miterlebt hatte), gründete Jeff Pilson in Los Angeles seine eigene Band, die er Flesh & Blood nannte. Er, der bei Dokken Bass gespielt hatte, übernahm jetzt den Gesang und die Rhythmusgitarre. Den Bass bediente Michael Diamond, vormals Bandleader von Legs Diamond und seit einiger Zeit schon mit Pilson kooperierend. Für die Leadgitarre fanden sie in Randy Hansen ein unbeschriebenes Blatt, während der ausgewählte Schlagzeuger Vinny Appice schon Engagements bei den Genre-Größen Black Sabbath und Dio vorweisen konnte. Hansen verließ die Gruppe 1990 und wurde durch den frisch von der Musikhochschule kommenden Darren Housholder, späterer Love/Hate-Gitarrist, ersetzt. In dieser Zusammensetzung funktionierte das Bandgefüge jedoch nicht, sodass Pilson weitere Monate, die sich seit dem Ende von Dokken auf insgesamt eineinhalb Jahre summierten, verschiedene Musiker durchprobierte, bis er im November 1990 auf den Ex-Doro-Bassisten Tommy „Hendrix“ Henriksen traf, mit dem er – auch in Sachen Songwriting – harmonierte. Wie von selbst ergaben sich die Belegungen der anderen Instrumente mit Russ „Satchel“ Parrish an der Gitarre und Ricky Parent am Schlagzeug.
Auch mit dem Bandnamen hatte es wegen einer Namensgleichheit Probleme gegeben, weswegen er nun War & Peace lautete. Im Frühling und Frühsommer 1991 probte die Band und bestand die Live-Feuertaufe in rund einem Dutzend Konzerten an der Ostküste. Danach legte sie eine Pause ein, um in Ruhe ein Demo mit den Stücken Can’t Slow Down, Sticky Situation und Hard Times for Love aufzunehmen. Mit Showcases und dem Demo stellte man sich in New York den Plattenfirmen vor und erhielt ein Angebot von Titanium Records, die Badlands und Tuff unter Vertrag hatten. Da Parrish über seinen Musiker-Freund Paul Gilbert und dessen Band Racer X Beziehungen zu Shrapnel Records in Kalifornien unterhielt, kam es dort zur Vertragsunterzeichnung. Das Album Time Capsule erschien 1993. Vom Demoband war nur das Eröffnungsstück Can’t Slow Down übernommen worden.
Erst 1999 ließ der zeitweise in anderen Bands angestellte Pilson wieder von sich hören, allerdings nicht mit dem Ergebnis zwischenzeitlich getätigten Songwritings, sondern mit den unverwertet gebliebenen Originalaufnahmen, die noch unter dem Namen Flesh & Blood entstanden waren, also in der bröckligen Besetzung Pilson, Hansen, Diamond und Appice. Der Titel des Albums weist auf die Rückschau hin: The Flesh and Blood Sessions. Beim nächsten War-&-Peace-Album Light at the End of the Tunnel von 2001 kann nicht unbedingt von einem Band-Album gesprochen werden, denn die Besetzungen wechseln von Lied zu Lied, einzige Konstante neben Pilson ist der seinerzeitige Scorpions-Schlagzeuger James Kottak. Auf dem nun nicht mehr an Shrapnel gebundenen 2004er Album The Walls Have Eyes (Z Records), das zwölf Songs enthält, spielt Pilson schließlich bis auf das Schlagzeug alle Instrumente selbst. Michael Frowein übernahm bei fünf Stücken das Schlagzeug und Bartholomew Toff auf sieben Schlagzeug und Perkussion. Die Gitarristen Daniel Irmas und Alex Masi steuerten lediglich eine zusätzliche Gitarrenspur beziehungsweise ein Solo bei.
Mit Tommy Henriksen verbindet Pilson noch eine Freundschaft, die sich auch in einem gemeinsamen Projekt namens Underground Moon äußert (dort nennt sich Pilson „Dominic Moon“). Ihr gemeinsames Album erschien 2001 und wurde 2008 wiederveröffentlicht. Ebenfalls wiederveröffentlicht wurde das Sessions-Album. 2013 erschien es, optisch aufgepeppt, mit Liner-Notes versehen und um eine unveröffentlichte Aufnahme erweitert, in der Darren Housholder (nach seiner Love/Hate-Zeit als Solist bei Shrapnel unter Vertrag) mitwirkt.

## Stil
Jeff Pilson beschrieb das musikalische Konzept von War & Peace als „heavy Grooves mit starken Melodien“, gerade so wie es Dokken vorgemacht habe. Und er scheue auch keine Harmonien. Der Metal Hammer benutzte die Formel „starke Melodien mit viel Power“. Discogs ordnete die Alben dem Hardrock zu. Dagegen setzen die Internet-Musikseiten notreble.com und barstoolrockers.com auf Progressive Metal.
Auf hooked-on-music.de wird das Album Light at the End of the Tunnel genau analysiert und dabei festgestellt, dass Einflüsse von Pilsons vorigen Bands Dokken und Dio erkennbar sind. Im Falle von Dokken vernehme man aber nicht den „radiotauglichen Mainstreamrock“ von Under Lock and Key, sondern deren „hart rockende“ Seite. Aus dem Dio-Album Angry Machines pickte sich Pilson jenes Lied heraus, das er alleine geschrieben hatte und baute es hier kompositorisch aus; den Titel veränderte er leicht. In der Rezension wird ferner „eine gehörige Referenz an frühe Queen“ angemerkt. Insgesamt sei das Werk ein „zeitlose[s] Heavy Rock-Album“ mit „streckenweise sperrige[m] Songmaterial“.

## Diskografie
- 1993: Time Capsule (Shrapnel Records)
- 1999: The Flesh and Blood Sessions (Radio Media Records)
- 2001: Light at the End of the Tunnel (Shrapnel Records)
- 2004: The Walls Have Eyes (Z Records)
- 2013: The Flesh and Blood Sessions (erweiterte Wiederveröffentlichung; Deadline Records)